# 赵趁妮
赵趁妮（1926年—2013年1月23日），河南省禹州市郭连乡张涧村人，中华人民共和国政治人物。

## 生平
1978年，赵趁妮刚把儿子送走参军不久，就遭遇婆婆、丈夫等4位亲人相继病故的重大不幸。为了让儿子安心服役，她强忍悲痛，给儿子发出一封封家书报平安，独自承担起了家庭的重担，尤其是在自己累病后还不给儿子发电报，支持自己的儿子安心服役。3年后，当儿子探亲得知家庭变故后，赵趁妮一再叮嘱他归队后不要把家中的不幸和困难向首长汇报。中越边境防卫战打响后，她又劝说女儿放弃待遇优厚的工作，参军报国，表现出了崇高的爱国主义情怀。赵趁妮还将外甥、侄儿、孙子等送往部队锻炼，两个女婿也都是军人。
1981年12月12日，河南省人民政府授予赵趁妮“爱国拥军模范”光荣称号。1982年，中国人民解放军总政治部授予她“爱国拥军”匾。1983年加入中国共产党，并获“全国三八红旗手”称号。1984年，中华人民共和国民政部、解放军总政治部授予她爱国拥军模范称号。她是第六届全国人大代表、河南省爱国拥军模范。